# Szent Mihály és Gábriel arkangyalok fatemplom (Almásszentmihály)
Az almásszentmihályi Szent Mihály és Gábriel arkangyalok fatemplom műemlékké nyilvánított épület Romániában, Szilágy megyében. A romániai műemlékek jegyzékében az  SJ-II-m-A-05109 sorszámon szerepel.